# Yoshiki Hayashi

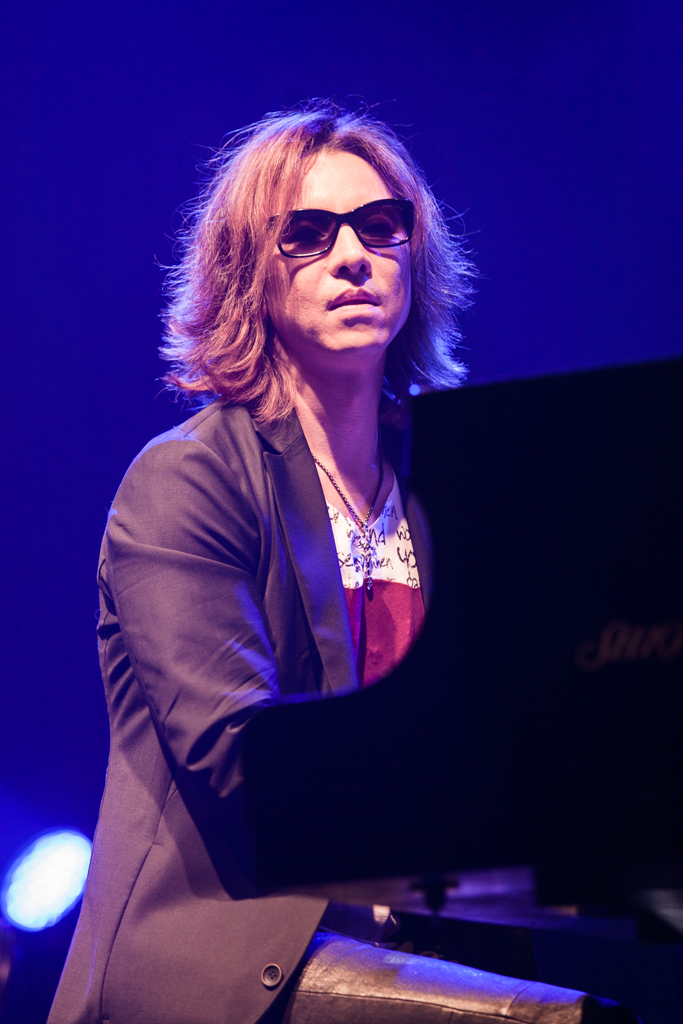
Hayashi Yoshiki (2014)

Yoshiki Hayashi (japanisch 林 佳樹 Hayashi Yoshiki; * 20. November 1965 in Tateyama), Künstlername Yoshiki, ist ein japanischer Musiker und Produzent. Bekannt wurde er als Gründer und Schlagzeuger der Rockband X Japan.
2007 gründete er gemeinsam mit Gackt, Sugizo und Miyavi die Supergruppe S.K.I.N.

## Biografie

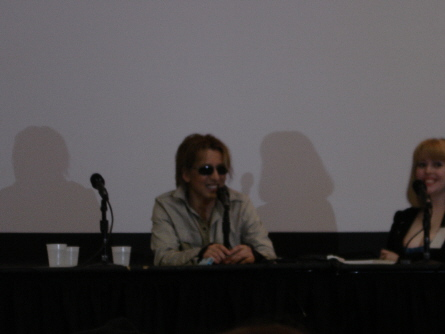
Yoshiki bei Otakon

Yoshiki Hayashi wurde in Tateyama, Chiba geboren. Im Alter von vier Jahren fing er an, Klavier zu spielen, wandte sich aber nach einem Konzertbesuch der amerikanischen Band Kiss im Alter von acht Jahren ebenfalls der Rockmusik zu.
Ein prägendes Ereignis in Yoshikis Leben war der Selbstmord seines Vaters, als Yoshiki zehn Jahre alt war. In einem Interview 1998 erklärte Yoshiki, dieses Ereignis wäre für ihn der Punkt gewesen, an dem er sich geschworen habe, im Leben erfolgreich zu sein und niemals ein Versager zu werden. Auch sei es der Moment gewesen, von dem an er sich noch stärker der Musik widmete. Um seine Frustration auszudrücken und seine Aggression auszuleben, habe er sich seitdem dem Schlagzeugspielen zugewandt. Das Lied Tears, welches er mit seiner Band X Japan veröffentlichte, handelt von diesem Thema.
Laut eigenen Angaben war Yoshiki ein problematischer Schüler mit schlechten Noten. Er habe schon früh beschlossen, Musiker zu werden und sich deswegen nicht um eine sorgfältige Ausbildung gekümmert. Eine Ausnahme davon bildeten Sprachen, für die er sich sehr interessierte. Mittlerweile spricht er Japanisch, Englisch, Koreanisch und Chinesisch. Nach dem plötzlichen Tod seines langjährigen Freundes und Bandkollegen Hideto Matsumoto am 2. Mai 1998 verfiel er in eine starke Depression, schwor sich nie wieder Schlagzeug zu spielen und zog sich für zwei Jahre aus der Öffentlichkeit zurück. Über sein Privatleben ist nur sehr wenig bekannt. Yoshiki wohnt heute in Los Angeles und abgesehen von seinen musikalischen Aktivitäten fliegt er einmal im Jahr nach Japan, um sich mit seiner Mutter zu treffen.

### X Japan
1982 gründete Yoshiki zusammen mit seinem Schulfreund Toshi die Band X, welche sich später aus rechtlichen Gründen in X Japan umbenannte.
X Japan gelten als Mitbegründer des Visual Kei-Stils in Japan und gehörten Anfang der 1990er Jahre zu den erfolgreichsten Vertretern der japanischen Rockmusik. Nach ihrer vorübergehenden Trennung 1997 kehrten sie 2008, zum 10. Todestag von Gitarrist hide (Hideto Matsumoto), auf die Bühne zurück.

### V2
1992 gründete Yoshiki gemeinsam mit Tetsuya Komuro das Musikprojekt V2. Bis auf die Single Eyes of Venus / Virginity wurde allerdings kein Tonmaterial veröffentlicht. Kurz darauf stellten V2 ihre Aktivitäten ein.
Ende 2007 gab Tetsuya Komuro bekannt, dass er gern wieder mit Yoshiki an diesem Projekt arbeiten würde.

### Violet UK
2002 gab Yoshiki in einem Interview bekannt, dass er an einem neuen Musikprojekt namens Violet UK arbeite. Mit diesem Projekt versuche er, viele Musikstile zu vereinen. Zwischen 2002 und 2008 nahm er gemeinsam mit diversen, ausschließlich weiblichen Sängerinnen – unter anderen Nicole Scherzinger – mehrere Lieder auf, welche allerdings – bis auf die Single Sex & Religion und einigen Hörproben auf Myspace – niemals offiziell veröffentlicht wurden.
2008 bestätigte Yoshiki erneut, dass er immer noch an Violet UK arbeitet, allerdings auf Grund seines Perfektionismus mit der Produktion nicht vorankommt.

### Globe
Im Jahr 2002 trat Yoshiki kurzfristig der Band seines Freundes Tetsuya Komuro – Globe – bei. Obwohl er insgesamt drei Jahre lang festes Mitglied der Gruppe war, ist er ausschließlich an der Produktion der Single Seize the Light beteiligt gewesen. 2005 trennte sich Yoshiki wieder von Globe.

### S.K.I.N.
2006 gründete Yoshiki gemeinsam mit Gackt die japanische Supergruppe Skin. Anfang 2007 wurde Sugizo, Mitglied der Band Luna Sea, und kurze Zeit später Miyavi als Gitarrist bestätigt. Am 29. Juni 2007 gaben Skin ihr erstes Konzert auf der Anime Expo in Long Beach, Kalifornien. Auf Grund des vorläufigen Fehlens eines permanenten Bassisten wurden sie auf dem Konzert von Gacktjob-Mitglied Ju-Ken unterstützt. Seitdem gab es keine weiteren Ankündigung oder Veröffentlichungen.

### Sonstige Aktivitäten
Schon während seiner Zeit mit X Japan arbeitete Yoshiki mit vielen bekannten Künstlern in verschiedenen kleineren Projekten zusammen.
1992 veröffentlichte er gemeinsam mit Roger Taylor die Single Foreign Sand, 1997 Moment mit Hideki Saijō und 1998 Bara to Midori und Begin mit Shoko Kitano, der Tochter von Takeshi Kitano. 1999 produzierte er mit Akuro no oka, Yurameki und Zan insgesamt drei Singles der Band Dir en Grey. Zwischen 2004 und 2005 trat Yoshiki zwei Jahre Lang als Produzent der koreanischen Band The Trax auf, mit der er zwei Singles veröffentlichte.
Seit 1991 veröffentlicht Yoshiki auch Soloalben, welche allerdings hauptsächlich Neuaufnahmen von Songs von X Japan beinhalten.
1994 beteiligte er sich am Kiss-Tributealbum Kiss My Ass, für das er den Titel Black Diamond in einer orchestrierten Fassung aufnahm.
2012 und im Folgejahr komponierte er die Musik für die Golden Globes, eine der wichtigsten Veranstaltungen für Glanz und Glamour in Hollywood.
Yoshiki ist die einzige Person der Welt, nach der eine Hello-Kitty-Figur benannt wurde. Bekannt wurde diese unter dem Namen „Yoshikitty“.
2011 veröffentlichte Yoshiki zusammen mit Stan Lee einen Comic namens „Blood Red Dragon“, von welchem bisher drei Ausgaben erschienen sind und eine streng limitierte Ausgabe #0.

### Extasy Records
Im April 1986 gründete Yoshiki sein Independent-Label Extasy Records. Zum damaligen Zeitpunkt war noch kein Musiklabel bereit seiner Band X einen Plattenvertrag anzubieten, weshalb er beschloss seine eigene Firma zu gründen, um ihre Alben und Singles veröffentlichen zu können. Die erste Veröffentlichung des Labels war die Single Orgasm, kurz darauf folgte das Album Vanishing Vision. Nach 1988 nahm Yoshiki auch andere Bands unter Vertrag und verhalf ihnen zum Aufstieg, die bekanntesten davon waren Luna Sea und Glay.
2000 gründete Yoshiki Extasy Records International und eröffnete die Tonstudios Extasy Records North und Extasy Records South in Hollywood, Kalifornien. Extasy Records South wurde schon kurze Zeit später von Maverick Records übernommen, während Extasy Records North noch bis heute bestehen blieb.
Im Laufe der Jahre nahm Yoshiki etliche Musiker unter Vertrag, unter anderen Acid Bell, Breath(R), Deep, Ex:Ans, Gille de rais, Glay, Hypermania, Ladies Room, Luna Sea, The Hate Honey, Virus, Youthquake und Zi:Kill.

## Diskografie

### Alben
- 1991: Yoshiki Selection
- 1993: Eternal Melody
- 1993: A Music Box for Fantasy
- 1996: Yoshiki Selection II
- 2005: Eternal Melody II

### Livealben
- 2002: Symphonic Concert 2002.12.4 with Tokyo City Philharmonic featuring Violet UK

## Diskografie (mit V2)

### Singles
- 1992: Eyes of Venus / Virginity

### Videoalben
- 1992: Special Live Virginity 1991.12.5

## Diskografie (mit Violet UK)

### Singles
- 2005: Sex & Religion

## Diskografie (als Produzent)

### Singles
| Jahr | Künstler     | Titel              |
| ---- | ------------ | ------------------ |
| 1993 | Noa          | Ima Wo Dakishimete |
| 1994 | Glay         | Rain               |
| 1994 | Roger Taylor | Foreign Sand       |
| 1997 | Hideki Saijō | Moment             |
| 1998 | Shoko Kitano | Begin              |
| 1998 | Shoko Kitano | Bara to Midori     |
| 1999 | Dir en Grey  | Akuro no oka       |
| 1999 | Dir en Grey  | Yurameki           |
| 1999 | Dir en Grey  | Zan                |
| 2000 | Shizuka Kudo | Shinku No Hana     |
| 2003 | Dahlia       | I’ll Be Your Love  |
| 2004 | The Trax     | Scorpio            |
| 2005 | The Trax     | Rhapsody           |

## Sonstiges
Im Juni 2014 wurde das Hochdruckgebiet „Yoshiki“ nach Yoshiki Hayashi benannt.